# Augustus 1995
Dit artikel geeft een chronologisch overzicht van alle belangrijke gebeurtenissen per dag in de maand augustus van het jaar 1995.

## Gebeurtenissen

### 1 augustus
- In Flevoland vindt de 18de Wereld Scouts Jamboree plaats in Dronten met als Thema "Future is Now", en dat voor de tweede maal nadat het had plaatsgevonden in Vogelenzang in 1937. Er waren 28960 deelnemers. Het had plaats op het evenemententerrein van Biddinghuizen.

### 3 augustus
- In Ecuador begint de zesde editie van het WK voetbal voor spelers onder 17 jaar. Nigeria treedt aan als regerend kampioen.

### 4 augustus
- Kroatië lanceert Operatie Storm tegen het Servische leger in Krajina dat zich terugtrekt tot Bosnië.

### 11 augustus
- Oud-minister van Economische Zaken en voormalig vice-premier Gijs van Aardenne (65) overlijdt.

### 15 augustus
- Hiroshima, Nagasaki, Kanchanaburi (Thailand, de Birma-spoorlijn): ook in de Oost is het nu 'vijftig jaar geleden' dat de Tweede Wereldoorlog tot een einde kwam. In Tokio biedt de Japanse premier Tomiichi Murayama zijn als 'mager' beoordeelde excuses aan. Het is voor het eerst dat een Japanse premier het woord verontschuldiging in dit verband in de mond neemt, maar Murayama heeft het steeds over 'ik', niet over 'wij' of 'Japan'.

### 17 augustus
- Premier Wim Kok is in Jakarta aanwezig bij de viering van vijftig jaar onafhankelijkheid van Indonesië. Koningin Beatrix niet. Om de gevoelens van oud-strijders te ontzien, begint haar staatsbezoek aan de voormalige Nederlandse kolonie pas vier dagen later.

### 18 augustus
- Minister Joris Voorhoeve van Defensie kondigt een onderzoek aan naar wat er in juli tijdens en na de val van de moslimenclave rond Srebrenica precies is gebeurd.
- Het voetbalseizoen in de Eredivisie 1995/96 begint met het duel Fortuna Sittard-PSV Eindhoven, dat eindigt in een 3-1 overwinning voor de bezoekers uit Noord-Brabant door treffers van Peter Hoekstra, Luc Nilis en Phillip Cocu. Voor de thuisploeg scoort Ronald Hamming op aangeven van Fernando Ricksen.

### 20 augustus
- In Guayaquil wint Ghana de zesde editie van het WK voetbal voor spelers onder 17 jaar door in de finale Brazilië met 3-2 te verslaan.

### 24 augustus
- Onder massale mediabelangstelling wordt wereldwijd Windows 95 van Microsoft gelanceerd.

### 25 augustus
- De Nederlandse Taalunie besluit tot de invoering, op 1 september 1997, van een nieuw spelling: de voorkeurspelling wordt de enige toegestane spelling en er komen nieuwe regels voor de 'tussen-n': pannekoek wordt pannenkoek, maar het blijft koninginnedag. De nieuwe spelling mag vanaf 1 december 1995 worden gebruikt.

### 26 augustus
- Wielrenner Jelle Nijdam schrijft de Ronde van Nederland op zijn naam.

### 27 augustus
- In Dublin verliest de Nederlandse hockeyploeg in de finale van het Europees kampioenschap op strafballen van titelverdediger Duitsland.

### 28 augustus
- Bosnische Serviërs voeren een mortieraanval uit op de Markale-markt in Sarajevo: 43 mensen worden gedood.
- SBS6 begint haar uitzendingen.

### 30 augustus
- De NAVO-bombardementen tegen de Servische posities begint in Bosnië.
- Oprichting van het Eerste Duits-Nederlandse Legerkorps, waarin het 1e Nederlandse legerkorps en het 3e Duitse legerkorps opgaan.

<< · januari · februari · maart · april · mei · juni · juli · augustus · september · oktober · november · december · >>